# 美山駅
美山駅（みやまえき）は、福井県福井市境寺町にある、西日本旅客鉄道（JR西日本）越美北線（九頭竜線）の駅である。

## 歴史
- 1960年（昭和35年）12月15日：国鉄越美北線越前花堂駅 - 勝原駅間開通時に開設[1][2]。
- 1987年（昭和62年）4月1日：国鉄分割民営化に伴い、JR西日本の駅となる[3]。
- 1992年（平成4年）：無人駅化[4]
- 2004年（平成16年）
  - 7月18日：豪雨に伴い、越美北線全線運休[5]。
  - 9月11日：当駅 - 越前大野駅間運行再開。以降当駅 - 一乗谷駅間運行再開まで、越前東郷駅行代行バスが駅前に発着した。また、2005年6月より西日本ジェイアールバスが代行バス運行を担当するに当たり、駅敷地内の倉庫及び道路向かいの土地を利用し、金沢営業所美山派出所を開設していた。
- 2007年（平成19年）6月30日：当駅 - 一乗谷駅間復旧完了。福井側と接続、3年振りに全面運行再開。

## 駅構造

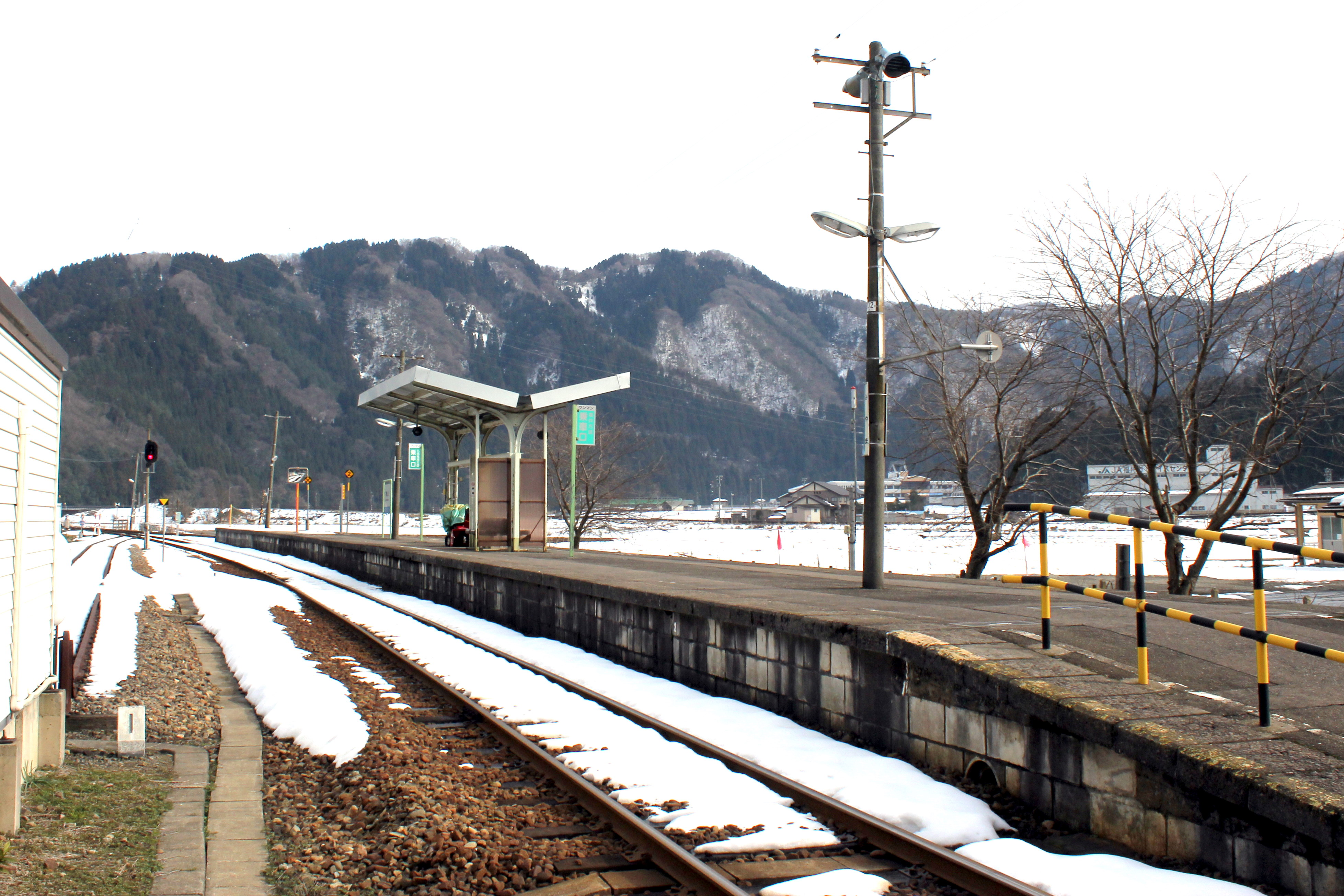
ホーム全景(2014年)

島式ホーム1面2線を有する列車交換可能な地上駅。以前は越前東郷駅と良く似た駅舎があったが、現在は「美山観光ターミナル」と合築の新しい簡易駅舎が建っている。ホームへの出入りは福井寄りにある構内踏切による。金沢支社管理の無人駅となっており、自動券売機は設置されていない。
現駅舎は2代目で、初代駅舎解体後、ローソンがJR西日本金沢支社の誘致によって新駅舎「美山観光ターミナル」の隣の駐車場内に開業したものの、国道158号奈良瀬境寺バイパスが開通したため現道とバイパス道路の合流地点である越前薬師駅周辺に移転し、更地となった。

### のりば
| ホーム | 路線      | 方向 | 行先         |
| ------ | --------- | ---- | ------------ |
| 駅舎側 | ■九頭竜線 | 下り | 九頭竜湖方面 |
| 反対側 | ■九頭竜線 | 上り | 福井方面     |

※案内上ののりば番号は設定されていない。

## 利用状況
| 年度               | 1日平均乗車人員 |
| ------------------ | --------------- |
| 1960年（昭和36年） | 76              |
| 1961年（昭和36年） | 143             |
| 1962年（昭和37年） | 12              |
| 1963年（昭和38年） | 410             |
| 1964年（昭和39年） | 414             |
| 1965年（昭和40年） | 447             |
| 1966年（昭和41年） | 447             |
| 1967年（昭和42年） | 354             |
| 1968年（昭和43年） | 331             |
| 1969年（昭和44年） | 294             |
| 1970年（昭和45年） | 251             |
| 1971年（昭和46年） | 220             |
| 1972年（昭和47年） | 203             |
| 1973年（昭和48年） | 205             |
| 1974年（昭和49年） | 222             |
| 1975年（昭和50年） | 237             |
| 1976年（昭和51年） | 248             |
| 1977年（昭和52年） | 239             |
| 1978年（昭和53年） | 224             |
| 1979年（昭和54年） | 221             |
| 1980年（昭和55年） | 189             |
| 1981年（昭和56年） | 173             |
| 1982年（昭和57年） | 166             |
| 1983年（昭和58年） | 168             |
| 1984年（昭和59年） | 156             |
| 1985年（昭和60年） | 158             |
| 1986年（昭和61年） | 151             |
| 1987年（昭和62年） | 122             |
| 1988年（昭和63年） | 125             |
| 1989年（平成元年） | 120             |
| 1990年（平成2年）  | 100             |
|                    |                 |
| 1999年（平成11年） | 77              |
| 2000年（平成12年） | 77              |
| 2001年（平成13年） | 63              |
| 2002年（平成14年） | 56              |
| 2003年（平成15年） | 63              |
| 2004年（平成16年） | 64              |
| 2005年（平成17年） | 53              |
| 2006年（平成18年） | 47              |
| 2007年（平成19年） | 35              |
| 2008年（平成20年） |                 |
| 2009年（平成21年） |                 |
| 2010年（平成22年） |                 |
| 2011年（平成23年） | 28              |
| 2012年（平成24年） | 23              |
| 2013年（平成25年） | 31              |
| 2014年（平成26年） | 27              |
| 2015年（平成27年） | 23              |
| 2016年（平成28年） | 23              |
| 2017年（平成29年） | 22              |
| 2018年（平成30年） | 22              |
| 2019年（令和元年） | 25              |
| 2020年（令和2年）  | 9               |

## 駅周辺
- 上宇坂郵便局
- 福井市役所美山連絡所（旧・美山町役場）
- 福井市立美山図書館[4]・福井市木ごころ文化ホール
- 福井市消防局東消防署美山分署
- 福井市美山中学校[4]
- 国道158号（現道）

## 隣の駅
西日本旅客鉄道（JR西日本）
■九頭竜線（越美北線）
小和清水駅 - 美山駅 - 越前薬師駅